# Groupe écologiste (franske senat)
Groupe écologiste (dansk: Den økologiske Gruppe) var en grøn politisk gruppe, der eksisterede i det franske senat fra 11. januar 2012 til 27. juni 2017. Gruppen blev genoprettet i 2020.
I det meste af tiden havde gruppen 10 medlemmer. Ved staten i 2012 kom alle 10 fra Europa Økologi–De Grønne (EELV). Ved opløsningen i 2017 var fordelingen: 5 fra EELV, 2 uafhængige økologer, én fra det økologiske parti, én fra PS og én fra MoDem. 

## Genoprettet i 2020
Den 29. september 2020 tog 12 senatorer initiativ til at genoprette gruppen. Nu var fordelingen: 7 fra EELV, 2 uafhængige økologer, én fra Korsika, én fra Génération.s og én uafhængig venstreorienteret.    